# HAT-P-23
HAT-P-23 — звезда, которая находится в созвездии Дельфина на расстоянии около 1281 светового года от нас. Вокруг звезды обращается, как минимум, одна планета.

## Характеристики
HAT-P-23 представляет собой жёлтый карлик главной последовательности, по своим характеристикам похожий на наше Солнце. Её масса и радиус равны 1,13 и 1,20 солнечных соответственно; по светимости она превосходит наше дневное светило более чем в полтора раза. Возраст звезды оценивается приблизительно в 4 миллиарда лет.

## Планетная система

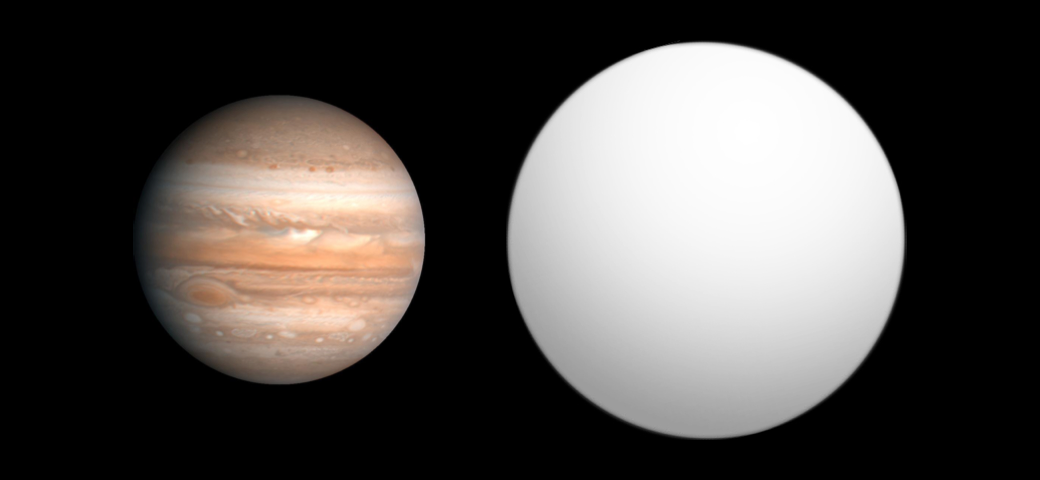
Сравнительные размеры HAT-P-23 b и Юпитера.

В 2010 году командой астрономов, работающих в рамках проекта HATNet, было объявлено об открытии планеты HAT-P-23 b в системе. Это газовый гигант, обращающийся очень близко к родительской звезде (на расстоянии около 0,023 а. е.), поэтому его причисляют к классу горячих юпитеров. Эффективная температура планеты составляет около 2056 кельвинов. Открытие было совершено транзитным методом.